# Svenja Würth
Pour les articles homonymes, voir Würth.
Svenja Würth, née le 20 août 1993 à Baiersbronn, est une sauteuse à ski allemande. À partir de l'hiver 2020, elle change de discipline et elle pratique le combiné nordique.

## Biographie

### Carrière en saut à ski
Membre du club SV Baiersbronn, Svenja Würth fait ses débuts en compétition internationale en 2006 à l'occasion de la Coupe continentale, dans laquelle elle obtient son premier (et également son meilleur) résultat dans le top dix à son tremplin de Baiersbronn.
Elle participe à la première saison de Coupe du monde féminine de l'histoire en 2011-2012, se classant cinquième lors de ses débuts à Hinterzarten. Aux Championnats du monde junior 2012 à Erzurum, elle obtient la médaille d'argent au concours par équipes avec Ramona Straub, Katharina Althaus et Carina Vogt. Lors de l'édition suivante, elle gagne la médaille de bronze dans la même épreuve.
En 2013, elle est sélectionnée pour les Championnats du monde à Val di Fiemme, se classant 21e.
Entre 2014 et 2016, elle marque régulièrement des points dans la Coupe du monde, mais ne parvient pas à réintégrer le top dix sur la moindre épreuve.
En février 2017, elle obtient son premier podium en Coupe du monde à Ljubno, en se classant troisième. Elle devient championne du monde par équipes mixtes à Lahti plus tard dans l'hiver avec Carina Vogt, Markus Eisenbichler et Andreas Wellinger, où elle prend aussi la sixième place en individuel. En fin de saison, elle atteint la dixième place au classement général de la Coupe du monde.
En décembre 2017, lors de la compétition par équipes à Hinterzarten, elle chute sévèrement dans les barrières et se blesse au genou. Elle doit abandonner ses chances de participer aux Jeux olympiques de Pyeongchang en 2018, comme à ceux de 2014, après qu'elle s'était fracturée une vertèbre cervicale à Tchaïkovski, qui lui a failli causé de devenir paraplégique.

### Carrière en combiné nordique
Elle prend part à la première épreuve féminine dans la Coupe du monde de combiné nordique en décembre 2020 à Ramsau, arrivant 24e.

## Palmarès en combiné nordique

### Championnats du monde
| Épreuve / Édition        | Individuel     | Individuel |
| Épreuve / Édition        | Petit tremplin |            |
| Mondiaux 2021 Oberstdorf | 17e            |            |

### Coupe du monde
- Meilleur résultat : 24e.

#### Différents classements en Coupe du monde
| Année     | Classement général final |
| 2020-2021 | 24e                      |
| 2021-2022 | 27e                      |
| 2022-2023 | 14e                      |

## Palmarès en saut à ski

### Championnats du monde
| Épreuve / Édition | Val di Fiemme 2013 | Lahti 2017 |
| Individuel        | 21e                | 6e         |
| Par équipes       |                    | Or         |

### Coupe du monde
- Meilleur classement général : 10e en 2017.
- 1 podium individuel : 1 troisième place.

#### Classements généraux annuels
| Année | Rang |
| 2012  | 15e  |
| 2013  | 32e  |
| 2014  | 44e  |
| 2015  | 35e  |
| 2016  | 33e  |
| 2017  | 10e  |
| 2018  | 24e  |
| 2019  | 34e  |
| 2020  | 24e  |

### Championnats du monde junior
- Médaille d'argent par équipes en 2012 à Erzurum.
- Médaille de bronze par équipes en 2013 à Liberec.

### Grand Prix
- 1 victoire sur une épreuve par équipes mixtes.

### Championnats d'Allemagne
- Championne en individuel en 2012.